# Scaphocéphalie
 Mise en garde médicale
La scaphocéphalie, ou dolichocéphalie isolée, ou encore synostose sagittale non syndromique, est un type de craniosténose caractérisé par un rétrécissement transversal et une élongation du crâne, qui résultent d'une fermeture prématurée, par soudure anticipée, de la suture sagittale (entre les os pariétaux).